# Chilbosan
Chilbosan (Ch’ilbo-san, koreanska: 칠보산) är ett berg i provinsen Norra Hamgyong i Nordkorea.
Namnet betyder sju skatter och kommer av legenden att Chilbosan har sju skatter som begravts inne i berget. Chilbosan är särskilt känd för sina vyer när det är täckt av snö.
Berget delas vanligen in i Inre Chilbo, Yttre Chilbo och Havs-Chilbo. Bland de främsta sevärdheterna vid sidan om vyerna finns Kaesimtemplet från 800-talet.

## Världsarvsstatus
25 maj 2000 sattes Chilbosan upp på Nordkoreas tentativa världsarvslista.